# Pszeudoautoszomális régió
A Pszeudoautoszomális régió az Y kromoszómán található azon rövid szakasz, mely homogén az X-szel. 24 féle kromoszóma létezik, melyből 22 autoszoma. A testi vagy autoszomális kromoszómáknak nevezzük azokat a kromoszómákat, melyek nem gonoszomák, vagyis nem testi kromoszómák. A kromoszómák lehetnek X vagy Y, ezek összeállítása mindkét nem esetében lehet hibás, de hiányos nem. férfi nem esetében adódhat XYY kromoszóma, ez az u.n. Dupla Y szindróma, mely fizikai vagy feltűnő mentális elváltozásokat nem generál, ezért létezése észrevétlen maradhat. Az Y pszeudoautoszomáis régiója .....